# 호놀룰루 뮤지엄 오브 아트 스팔딩 하우스
호놀룰루 뮤지엄 오브 아트 스팔딩 하우스(Honolulu Museum of Art Spalding House) 또는 현대 박물관(The Contemporary Museum)은 현대 미술만을 다루는 박물관 가운데 하와이주에 위치한 유일한 박물관이다. 청동 정문이 하나의 전시품으로서 6개의 갤러리와 기념품 숍, 카페로 이루어져 있다. 아시아풍 정원에서 호놀룰루 시를 한눈에 내려다 보며 명상에 잠길 수 있다. 전시품 중심이라 박물관이라기보다는 갤러리라 하는 편이 더 어울린다. 현대 예술의 다양한 주제들을 담은 작품들을 전시한다. 호놀룰루 미술관은 또한 현대 미술관으로부터 거의 3,000점의 예술 작품을 기증받았다.